# Richard Stachnik
Richard Stachnik (* 7. Juli 1894 in Schneidemühl, Provinz Posen; † 28. Februar 1982 in Coesfeld, Nordrhein-Westfalen) war ein römisch-katholischer Theologe, Lehrer und Vorsitzender der Zentrumspartei in der Freien Stadt Danzig.

## Leben
Er war der Sohn des Bauunternehmers Richard Stachnik und dessen Frau Katharina geborene Talaska. Stachnik studierte katholische Theologie und Philosophie am Priesterseminar Pelplin seit 1913. Am 11. Februar 1917 erhielt er seine Priesterweihe. Im Jahr 1923 wurde er zum Dr. theol. an der Universität Freiburg  promoviert.
In diesem Jahr wurde Richard Stachnik Vikar an der Marienkirche in Danzig. Seit 1928 war er Religionslehrer am Städtischen Gymnasium und wurde 1930 dort zum Studienrat ernannt.
Seit 1933 war Richard Stachnik hauptberuflich in der Politik tätig. Er wurde im März Vorsitzender des Danziger Zentrums. Als Abgeordneter gehörte er dem Volkstag, dem Parlament der Freien Stadt Danzig an.
Am 21. Oktober 1937 wurde das Zentrum verboten. Stachnik wurde von den nationalsozialistischen Machthabern zu einer Gefängnisstrafe verurteilt und bei Verlust des Pensionanspruches entlassen. 1939 erhielt er ein Rede-, Predigt- und Unterrichtsverbot. 1944 wurde er erneut verhaftet und in das Konzentrationslager Stutthof verbracht.
Nach der Eroberung Danzigs durch die Rote Armee wurde er von den neuen Machthabern in das Narviklager in Danzig-Langfuhr überführt. Ihm gelang im Februar 1946 die Flucht.
Richard Stachnik gelangte nach Herne, wo er 1946 bis 1953 als Religionslehrer und ab 1957 bis zu seinem Tod 1982 als Hausgeistlicher (Monsignore und Prälat) im Mutterhaus der „Schwestern Unserer Lieben Frau“ tätig war.
1967 wurde er mit dem Bundesverdienstkreuz 1. Klasse geehrt.

## Publikationen (Auswahl)
Richard Stachnik verfasste einige Schriften zur Kirchengeschichte, vor allem über Dorothea von Manatau und Kirchen und Priester in Danzig.
- Die Bildung des Weltklerus im Frankenreiche von Karl Martell bis auf Ludwig den Frommen. Eine Darstellung ihrer geschichtlichen Entwicklung, Paderborn 1926, Dissertation, Freiburg
- St. Nikolai–Danzig 1227–1927 : Gedenkschrift zum 700-jährigen Jubiläum der Gründung des Danziger Dominikanerklosters.  die Geschichte des Dominikanerklosters : die St. Nikolaikirche, ihr Bau und ihre Ausstattung, Danzig, o. J. [1927]
- Die selige Dorothea von Montau, Klausnerin von Marienwerder, Danzig 1935
- Material zur Geschichte der Verehrung der seligen Dorothea von Montau, Danzig 1940
- St. Brigitten Danzig : Geschichte des Brigittinnenklosters und der St. Brigittenkirche in Danzig, Danzig 1940, mit Emil Moske

- Die katholische Kirche in Danzig, Entwicklung und Geschichte, Münster 1959
- Danziger Priesterbuch 1920–1945, 1945–1965. Die katholischen Geistlichen des Bistums Danzig von 1920 bis 1945. Mit einer Zusammenstellung der aus Danzig stammenden von 1945 bis 1965 geweihten Weltpriester, und der Ordenspriester, die im Bistum Danzig vor 1945 tätig waren, oder aus ihm hervorgegangen sind., Hildesheim 1965
- Dorothea von Montau eine preußische Heilige des 14. Jahrhunderts ; anläßlich ihrer Heiligsprechung, Münster 1976, mit Anneliese Triller
- Die Akten des Kanonisationsprozesses Dorotheas von Montau von 1394 bis 1521, Köln 1978
- Historia Residentiae Gedanensis Societatis Jesu ab anno 1585 = Geschichte der Jesuitenresidenz in Danzig von 1585–1642, Köln 1986, mit Anneliese Triller